# Starburstgalaxie

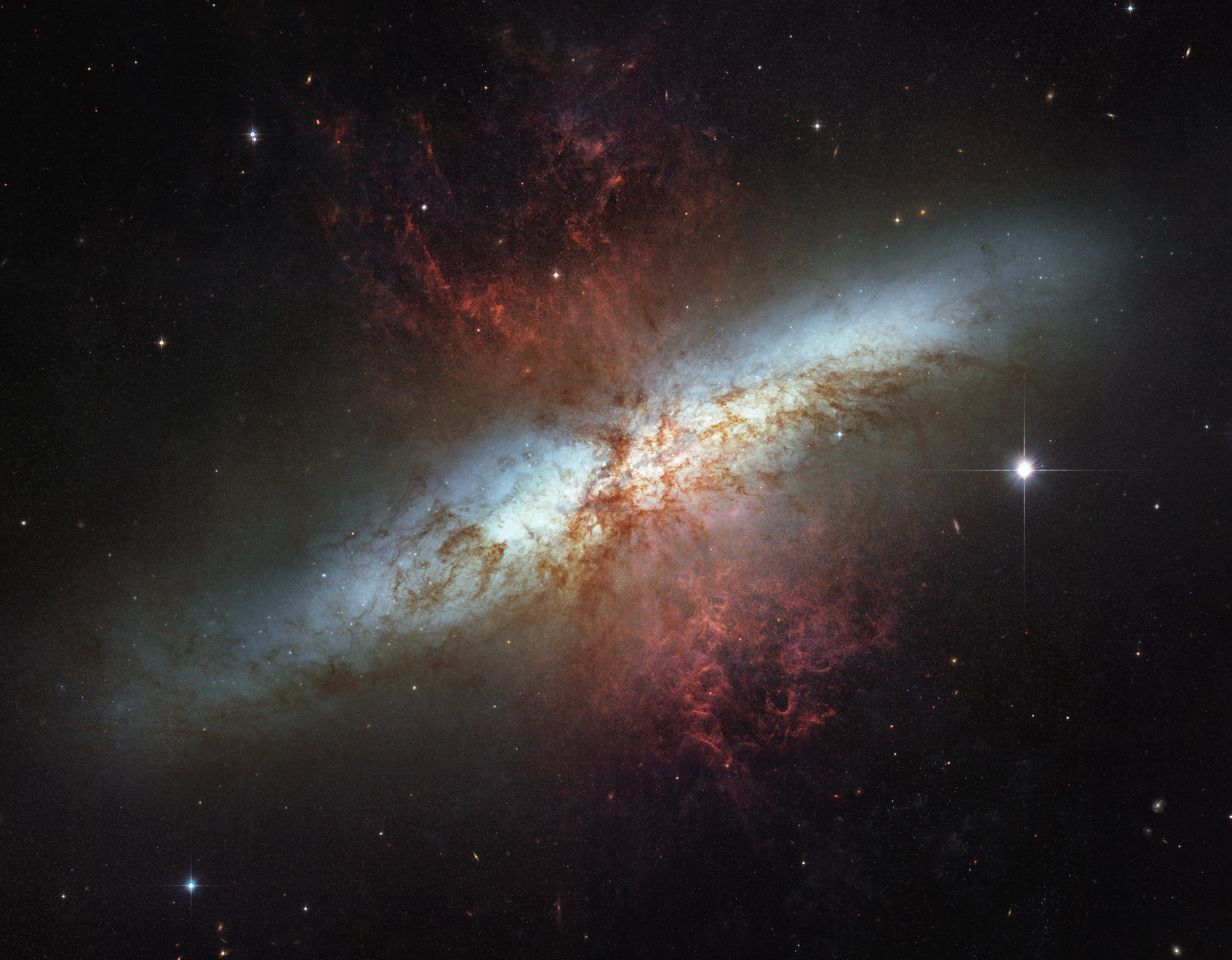
HST-Aufnahme der Starburstgalaxie Messier 82. Ionisierter Wasserstoff im vom Starburst erzeugten ‚Superwind‘ erscheint rot.

Eine Starburstgalaxie (Starburst engl. etwa „Sternenausbruch“) ist eine Galaxie, in der wesentlich mehr neue Sterne entstehen, als für eine Galaxie dieser Größe typisch ist. Die Abgrenzung zu normalen Galaxien ist nicht scharf definiert; üblicherweise bezeichnet man als Starburstgalaxien nur Galaxien, deren Sternentstehungsrate so hoch ist, dass sie aus dem vorhandenen Gasvorrat nicht über Milliarden Jahre aufrechterhalten werden kann.
Der Begriff Starburst wird manchmal auch auf Teilbereiche von Galaxien mit räumlich begrenzter aktiver Sternentstehung angewandt. Er verliert jedoch seinen Sinn auf der kleineren Skala von Sternentstehungsgebieten, wie sie auch in normalen Spiralgalaxien häufig sind.
Die jungen Sterne eines Starbursts emittieren stark im Ultraviolettbereich der elektromagnetischen Strahlung und ionisieren große Teile der interstellaren Materie der Galaxie. Viele Starburstgalaxien enthalten aber so viel Staub, dass der größte Teil der Leuchtkraft ihrer jungen Sterne vom Staub absorbiert und über 90 % ihrer Gesamtenergie im fernen Infrarot wieder abgestrahlt wird. Starbursts verschiedener Eigenschaften wurden deshalb in Himmelsdurchmusterungen im Ultraviolett (z. B. durch den armenischen Astrophysiker Benjamin Markarjan und Mitarbeiter in den 1960er Jahren) oder im fernen Infrarot (insbesondere durch IRAS) entdeckt. Viele Infrarotgalaxien sind Starburstgalaxien. Ein bekanntes Beispiel ist Messier 82.
Wechselwirkung und Verschmelzen von Galaxien können Starbursts anregen, ebenso wie Gasströme entlang der Balken von Balkenspiralgalaxien. Untersuchungen von Starburstgalaxien befassen sich unter anderem mit der Massenverteilung der neugebildeten Sterne, den in Starbursts entstehenden kompakten massereichen Sternhaufen und mit der durch Strahlung und Sternwinde entstehenden Rückkopplung auf das interstellare und intergalaktische Medium. Durch die Sternwinde und Supernovaexplosionen in einer Starburstgalaxie kann ein Teil ihres interstellaren Mediums so stark aufgeheizt werden, dass es sie in einem Superwind verlässt.
Die der Erde nächste Starburstgalaxie ist IC 10.